# 神戸大学大学院国際協力研究科

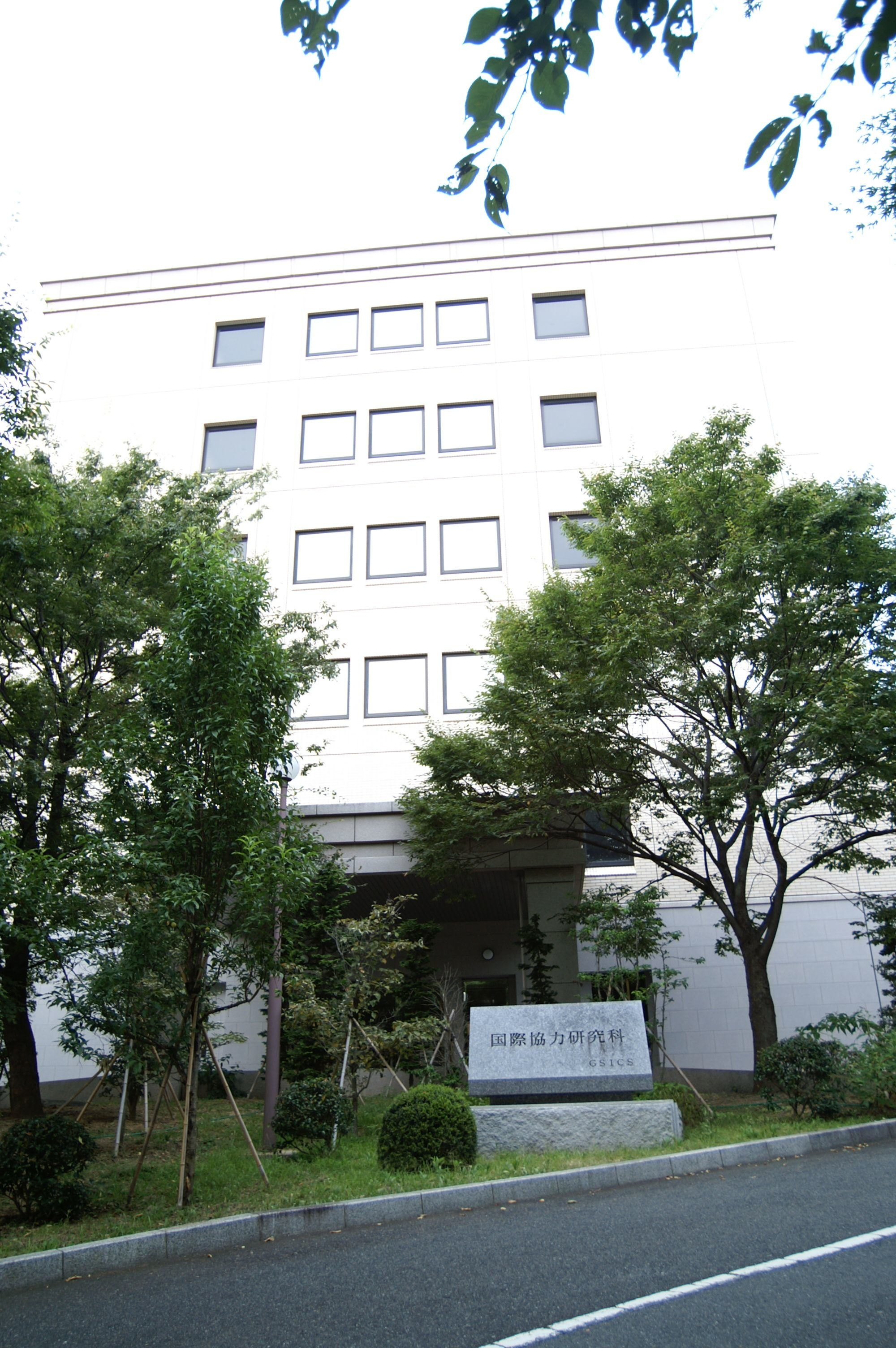
神戸大学国際協力研究科

神戸大学大学院国際協力研究科（こうべだいがくだいがくいんこくさいきょうりょくけんきゅうか、英称:Graduate School of International Cooperation Studies （GSICS））は、神戸大学大学院に設置されている独立研究科である。

## 概要
神戸大学大学院国際協力研究科は、教養部の解体が行われた1992年に、国際文化学部や発達科学部とともに設立された独立研究科である。国際社会で活躍する人材の育成を目的とし、世界レベルの経済学、法学、政治学、国際関係論などが扱われている。

## 沿革
- 1992年 - 神戸大学に大学院国際協力研究科を設立。国際開発政策専攻を開設[1]。
- 1993年 - 国際協力政策専攻を開設[1]。
- 1994年 - 地域協力政策専攻を開設[1]。
- 1999年 - 開発協力特別コースを開設[1]。
- 2002年 - 国際協力英語コースを開設[1]。

## 著名な出身者
- 斎藤洋明 - 衆議院議員、総務大臣政務官、元内閣府参事官補佐
- 浅野貴博 - 元衆議院議員、元新党大地代表代行
- 石川雅恵 - 国際連合女性機関日本事務所長、元国際連合人口基金資金調達官
- 秋吉博之 - 教育学者、大阪教育大学教授
- 辻上奈美江 - 中東研究者、上智大学教授、KDDI財団審査委員奨励賞
- 見市建 - 政治学者、早稲田大学教授、井植記念アジア太平洋研究奨励賞
- 山崎淑行 - NHK名古屋放送局デスク
- 宇田有三 - フォトジャーナリスト、毎日フォトコンテスト文部大臣奨励賞、黒田清・日本ジャーナリスト会議新人賞